# Sint-Jacobuskathedraal (Görlitz)
De Sint-Jacobuskathedraal in de Duitse stad Görlitz is de rooms-katholieke hoofdkerk van het bisdom Görlitz. De kathedraal is gewijd aan de apostel Jacobus en werd gebouwd in neogotische stijl. Als gevolg van een reorganisatie van de Oost-Duitse bisdommen werd de kerk in 1994 verheven tot kathedraal.

## Geschiedenis
De kerk werd gebouwd in de jaren 1898-1900 en gewijd op 6 oktober 1900. Destijds maakte Görlitz deel uit van het rooms-katholieke aartsbisdom Breslau. Oorspronkelijk was de kerk een filiaalkerk van de Heilig Kruis-parochie, maar de Sint-Jacobus werd in 1918 de kerk van een zelfstandige parochie.
In de laatste dagen van de Tweede Wereldoorlog werd de kerk door artillerievuur beschoten. Na de Tweede Wereldoorlog werd Neder-Silezië met haar hoofdstad Breslau Pools. De stad Gölitz werd een grensstad en de zetel van het verbannen Breslauer domkapittel en vicariaat. De Sint-Jacobuskerk werd de bisschopskerk voor het diocees Görlitz-Cottbus. Vanaf 1972 werd de kerk een co-kathedraal. In 1994 werd het bisdom Görlitz opgericht en werd de Sint-Jacobuskerk tot kathedraal van het nieuwe bisdom verheven.

## Architectuur
De drieschepige hallenkerk met een toren van 68 meter hoog staat op verhoogd terrein en is in de verre omtrek zichtbaar. Het interieur bevat fragmenten van de oorspronkelijke beschildering en decoratieve toepassing alsmede voorstellingen van glazuurtegels. Na de verwoestingen in de Tweede Wereldoorlog werd de torenspits in vereenvoudigde vorm zonder hoektorentjes herbouwd.

## Renovatie
In 2012 is een omvangrijke renovatie van start gegaan. In juli 2012 werden de vier klokken van de kerk weer in gebruik genomen nadat er vermoeidheidsscheuren waren ontdekt. De kerk is in het verleden ernstig aangetast door het milieu als gevolg van uitstoot van zuren door verouderde locomotieven van het nabijgelegen treinstation. Daarnaast is er nog altijd oorlogsschade te herstellen. Ook wordt de spits in de oorspronkelijke vorm hersteld. De kosten van de restauratie worden geschat op circa 3 miljoen euro.

## Afbeeldingen interieur

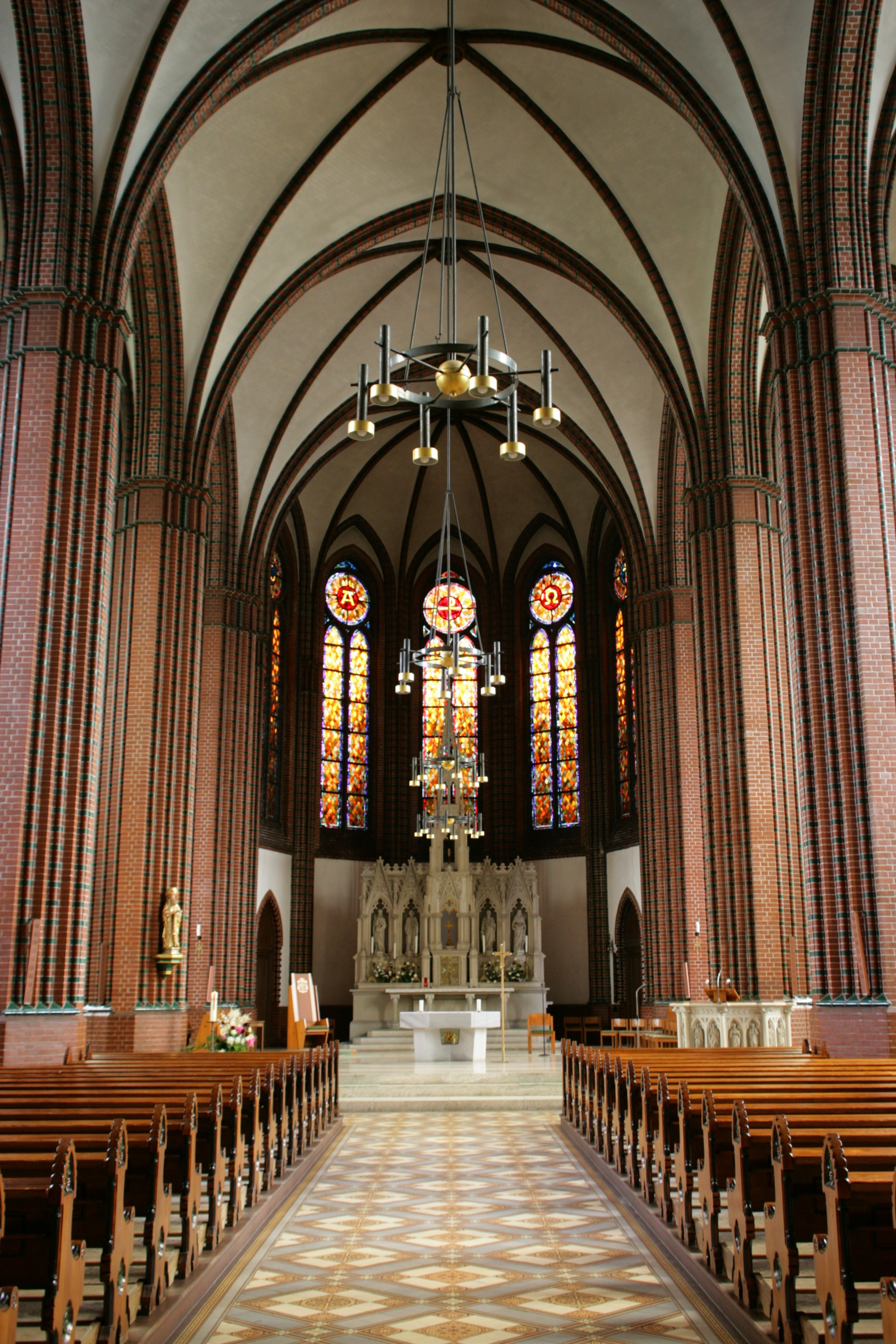
Overzicht interieur
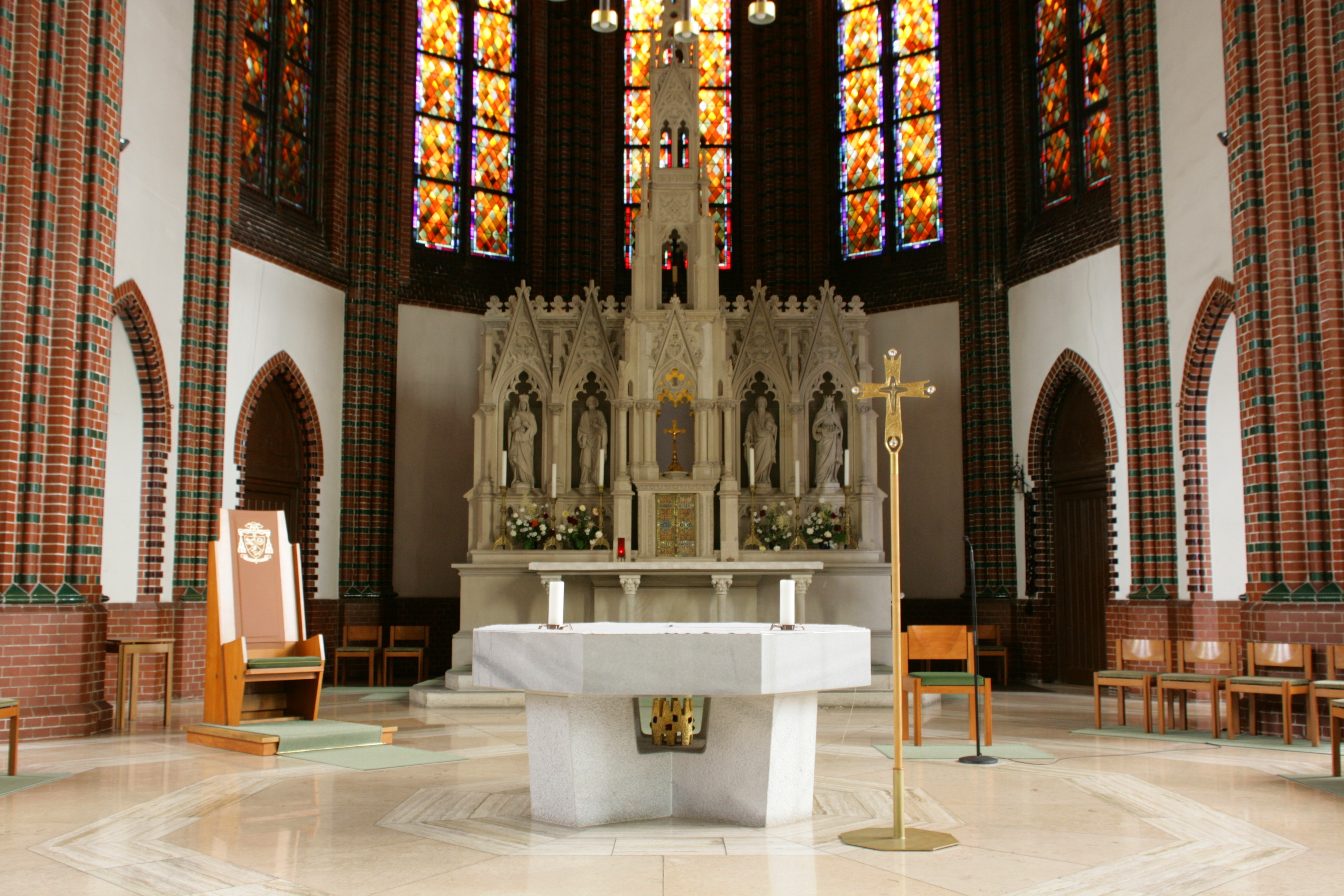
Hoofdaltaar
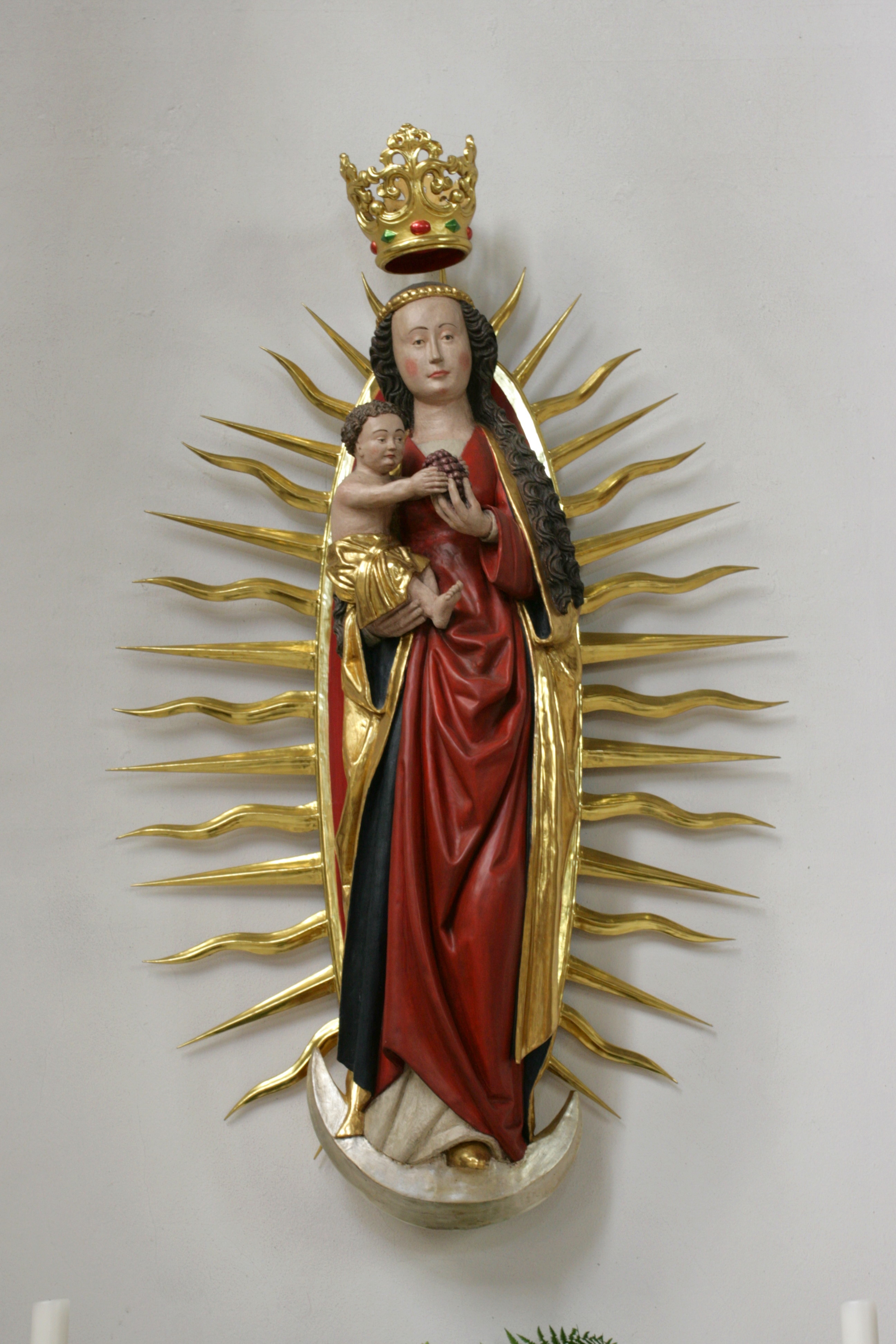
Muurbeeld Maria met Kind
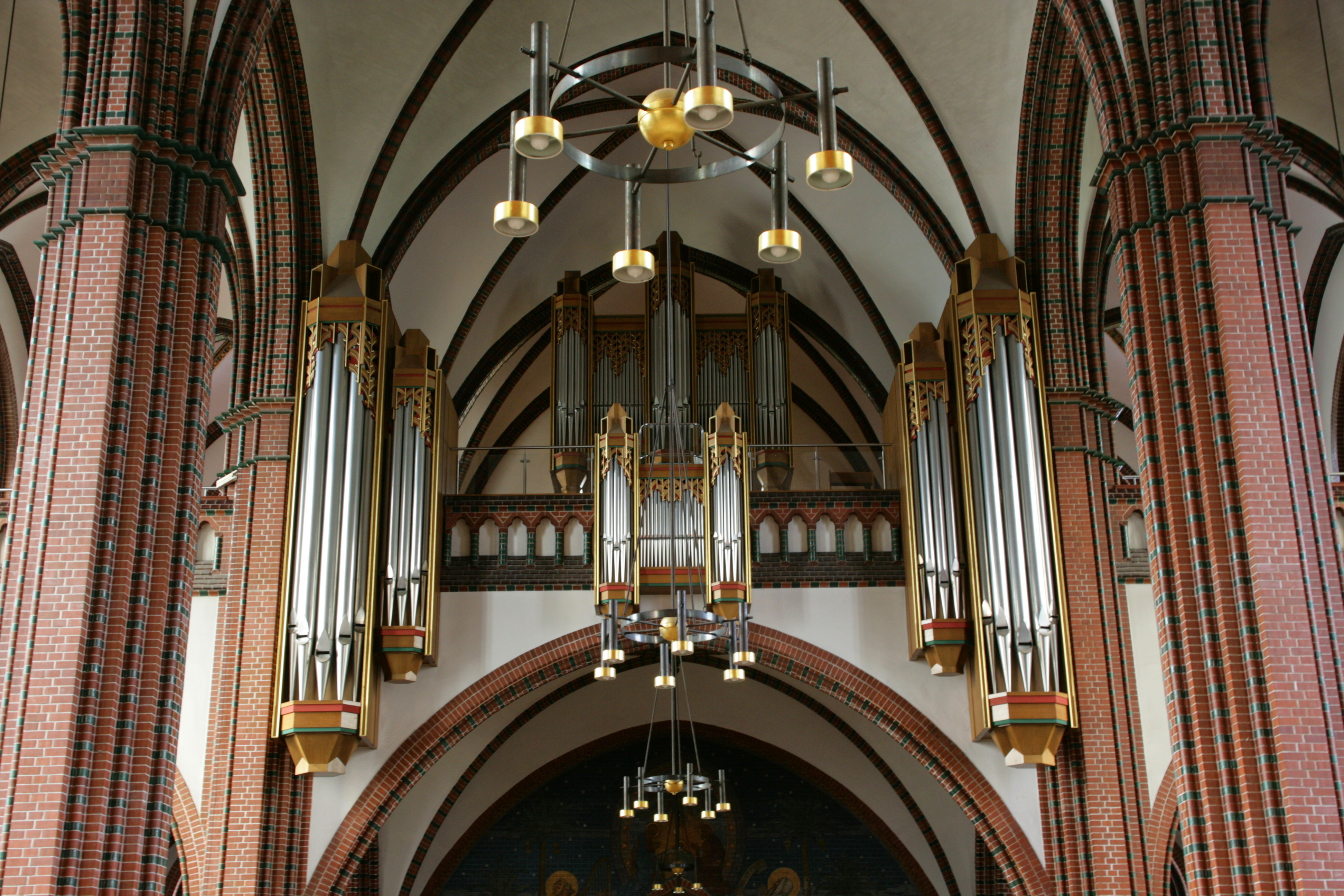
Orgel
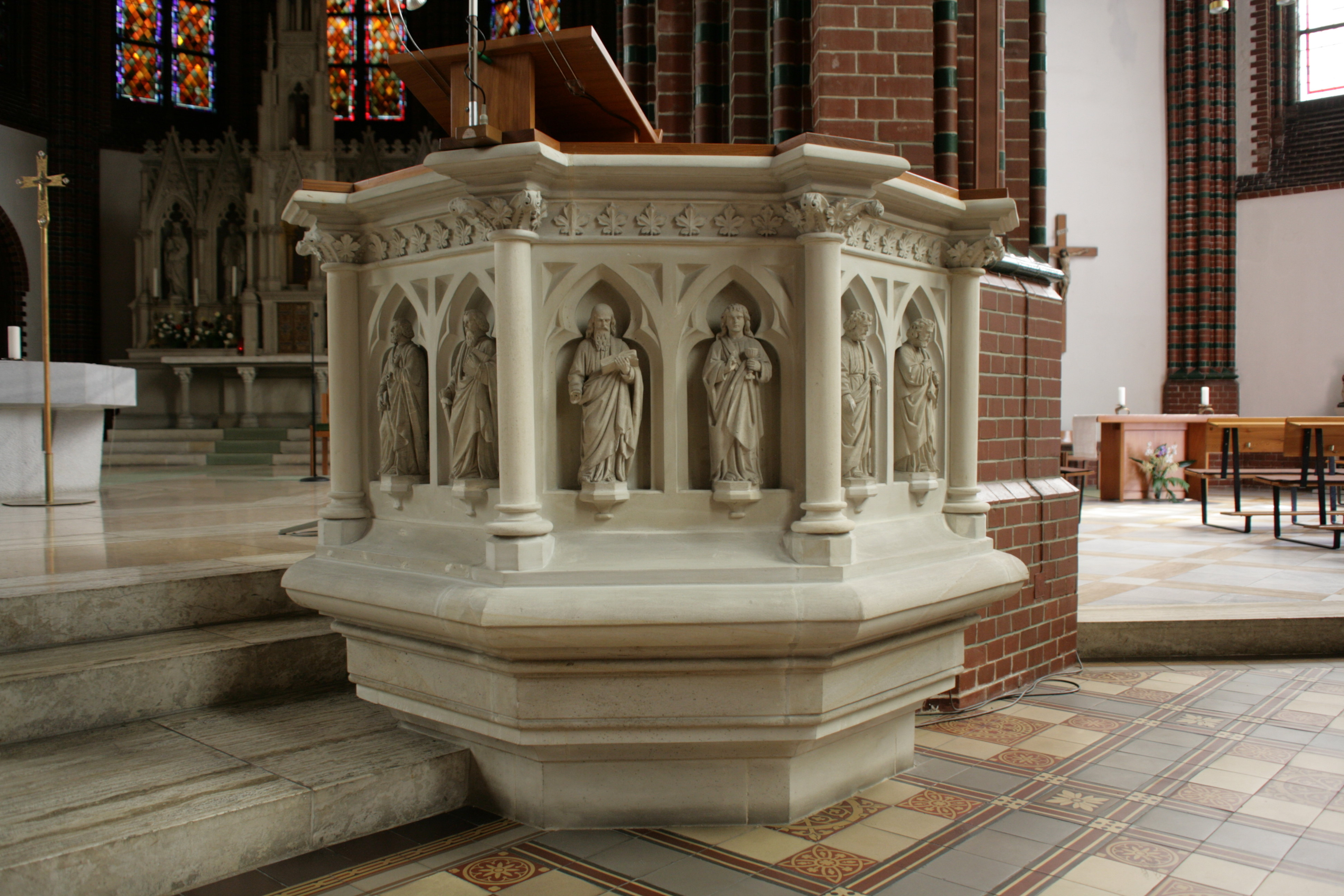
Preekgestoelte
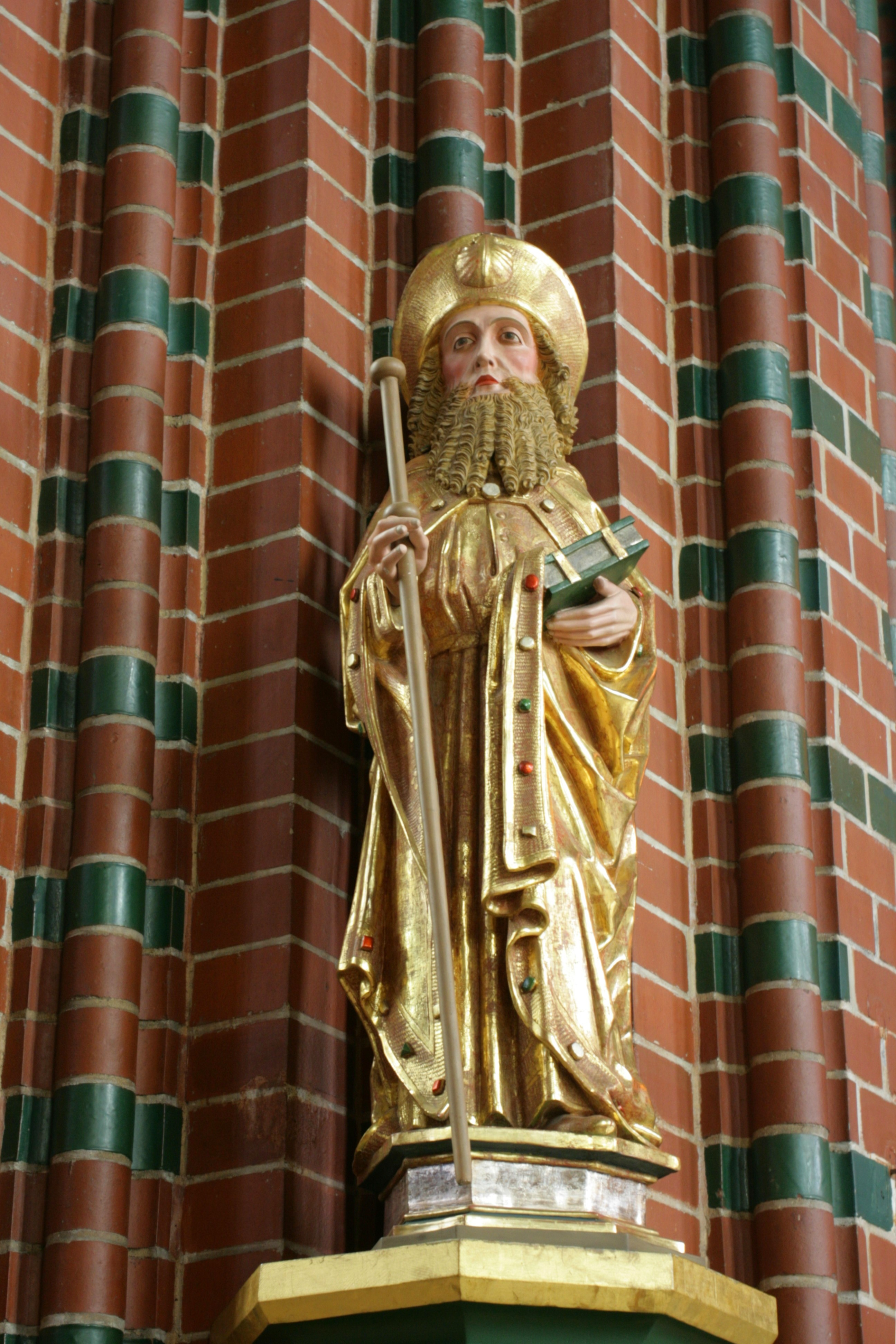
Beeld Jacobus